# Le Parapluie bleu
Pour les articles homonymes, voir Parapluie (homonymie).
 (juillet 2025).
Pour plus de détails, voir Fiche technique et Distribution.
Le Parapluie bleu (The Blue Umbrella) est un court-métrage d'animation américain des studios Pixar réalisé par Saschka Unseld, sorti en 2013, en première partie de Monstres Academy.

## Synopsis
Un parapluie bleu et un parapluie rouge se rencontrent pendant une averse.

## Fiche technique
- Titre original : The Blue Umbrella
- Titre français : Le Parapluie bleu
- Réalisation : Saschka Unseld
- Scénario : Saschka Unseld
- Producteur : John Lasseter et Marc Greenberg
- Production : Pixar Animation Studios
- Montage : Jason Hudak
- Photographie : Brian Boyd
- Musique : Jon Brion
- Pays d'origine :  États-Unis
- Durée : 6 minutes
- Dates de sortie :
  -  Allemagne : 12 février 2013 (Berlinale)
  -  États-Unis : 21 juin 2013
  -  France : 10 juillet 2013